# Hermann Bunjes
Hermann Bunjes (* 1. September 1911 in Bramsche; † 25. Juli 1945 in Trier) war ein deutscher Kunsthistoriker zur Zeit des Nationalsozialismus.

## Studium, Beruf, politische Betätigung und Hochschulkarriere
Bunjes absolvierte nach dem Abitur von 1930 bis 1935 ein Studium der Kunstgeschichte an der staatlichen Kunstakademie Düsseldorf und den Universitäten Bonn, Köln, Paris und Marburg. Von Anfang April 1933 bis Ende März 1935 war er als wissenschaftliche Hilfskraft am kunstgeschichtlichen Seminar der Universität Marburg tätig. Im Oktober 1935 promovierte er in Marburg bei Friedrich Wachtsmuth und Richard Hamann zum Dr. phil. Seine Dissertation erschien 1938. Von Mitte Januar 1936 bis Anfang Januar 1940 war er als Assistent bei der Denkmalinventarisation der Rheinprovinz tätig. Nachdem er sich Mitte Januar 1939 bei Stange in Bonn habilitiert hatte, lehrte er zunächst als Privatdozent und ab Mitte August 1939 als Dozent am Kunsthistorischen Institut der Universität Bonn. Am 22. November 1944 wurde er an der Universität Bonn zum außerplanmäßigen Professor ernannt.
Politisch betätigte er sich früh nationalsozialistisch: Während seiner Studienzeit gehörte er dem NS-Studentenbund an und trat im Zuge der Machtübergabe an die Nationalsozialisten 1933 der SA bei. Am 18. Juni 1937 beantragte er die Aufnahme in die NSDAP und wurde rückwirkend zum 1. Mai desselben Jahres aufgenommen (Mitgliedsnummer 4.384.389). Seit 1938 war er Mitglied der SS.

## Zweiter Weltkrieg – Leiter der KHF in Paris
Während des Zweiten Weltkrieges war er nach dem Frankreichfeldzug ab Herbst 1940 als Kriegsverwaltungsrat Beauftragter für den Kunstschutz beim Militärverwaltungsbezirk Paris. Anschließend leitete Bunjes am Deutschen Institut in Paris durchgehend die Anfang Januar 1942 in der Rue Bonaparte 18 (Haus der ehemaligen tschechischen Kolonie) eingerichtete Kunsthistorische Forschungsstätte (KHF), die auch als Abteilung oder Stützpunkt bezeichnet wurde. Die auf Stanges Initiative gegründete KHF, welche dem Auswärtigen Amt unterstand, diente nicht nur der Forschung, sondern hatte auch eine kulturpolitische Funktion. Schwerpunkt ihrer Forschungsarbeit war die angebliche Überlegenheit der deutsch-germanischen Kultur gegenüber der französischen. Auch die Koordination von Fotokampagnen im von der Wehrmacht besetzten Frankreich sowie entsprechende Forschungen dazu gehörten zum Arbeitsfeld der KHF. Bunjes war in der Funktion als Leiter der KHF und seiner zentralen Stellung im Pariser Kunstleben auch Berater und Mittelsmann für die Kunstsammlung Hermann Görings. Zudem war er Verbindungsmann Görings zum Einsatzstab Reichsleiter Rosenberg (ERR). Von der Militärverwaltung übernahm Göring Bunjes Ende 1942 zur Luftwaffe, wo er mit dem Bereich „Schutz der Bau- und Kunstdenkmäler in den besetzten und den Kampfgebieten“ betraut wurde. Noch 1942 wurde er zum Regierungsrat d.B. der Luftwaffe ernannt. Durch seine fundierten Kenntnisse der Pariser Kulturlandschaft war er ein idealer Informant der Sicherheitspolizei und des SD für französische Kultur- und Forschungseinrichtungen. In diesem Zusammenhang wurde er 1942 auch zum SS-Obersturmführer befördert, um mit dem Befehlshaber der Sicherheitspolizei und des SD in Paris in allen Belangen des französischen Kulturlebens zu kooperieren.

## Kriegsende und Suizid
Vor der Befreiung von Paris durch die Alliierten setzte sich Bunjes im Sommer 1944 zu seiner Familie in das Trierer Umland ab. Nach dem Einzug der Alliierten in Trier übergab Bunjes die Akten „Generalfeldmarschall Göring“ an Angehörige der US-Armee. Durch die amerikanische Militäradministration wurde Bunjes nicht interniert. Nach Übergabe des Gebietes an die französische Besatzungsmacht wurde er jedoch umgehend in Haft genommen und beging im Trierer Gefängnis am 25. Juli 1945 Suizid.

## Schriften (Auswahl)
- Die steinernen Altaraufsätze der hohen Gotik und der Stand der gotischen Plastik in der Île-de France um 1300, Darmstadt 1937 (zugleich Marburg, Phil. Diss., 1938).
- Die Pfarrkirche S[ank]t Gangolf zu Trier, Schwann, Düsseldorf 1938.
- Die Liebfrauenkirche zur Trier, Schwann, Düsseldorf 1938.
- Die ehem. Stifts-, jetzige Pfarrkirche S[ank]t Paulin zu Trier, Schwann, Düsseldorf 1938.
- Benediktinerabtei und katholische Pfarrkirche S[ank]t Matthias, Schwann, Düsseldorf 1938.
- Der Dom zu Trier, Schwann, Düsseldorf 1939.
- Die profanen Denkmäler der Stadt Trier (=Die Kunstdenkmäler der Rheinprovinz), unveröffentlichtes Typoskript, Stadtbibliothek Trier.